# Eitenia
Eitenia é um género botânico pertencente à família Asteraceae.